# Miloslavskij rajon
Il Miloslavskij rajon (in russo Милославский район?) è un rajon dell'Oblast' di Rjazan', nella Russia europea; il capoluogo è Miloslavskoe. Istituito nel 1929, ricopre una superficie di 1.397 chilometri quadrati ed ospita una popolazione di circa 14.500 abitanti.